# Fortunaspel

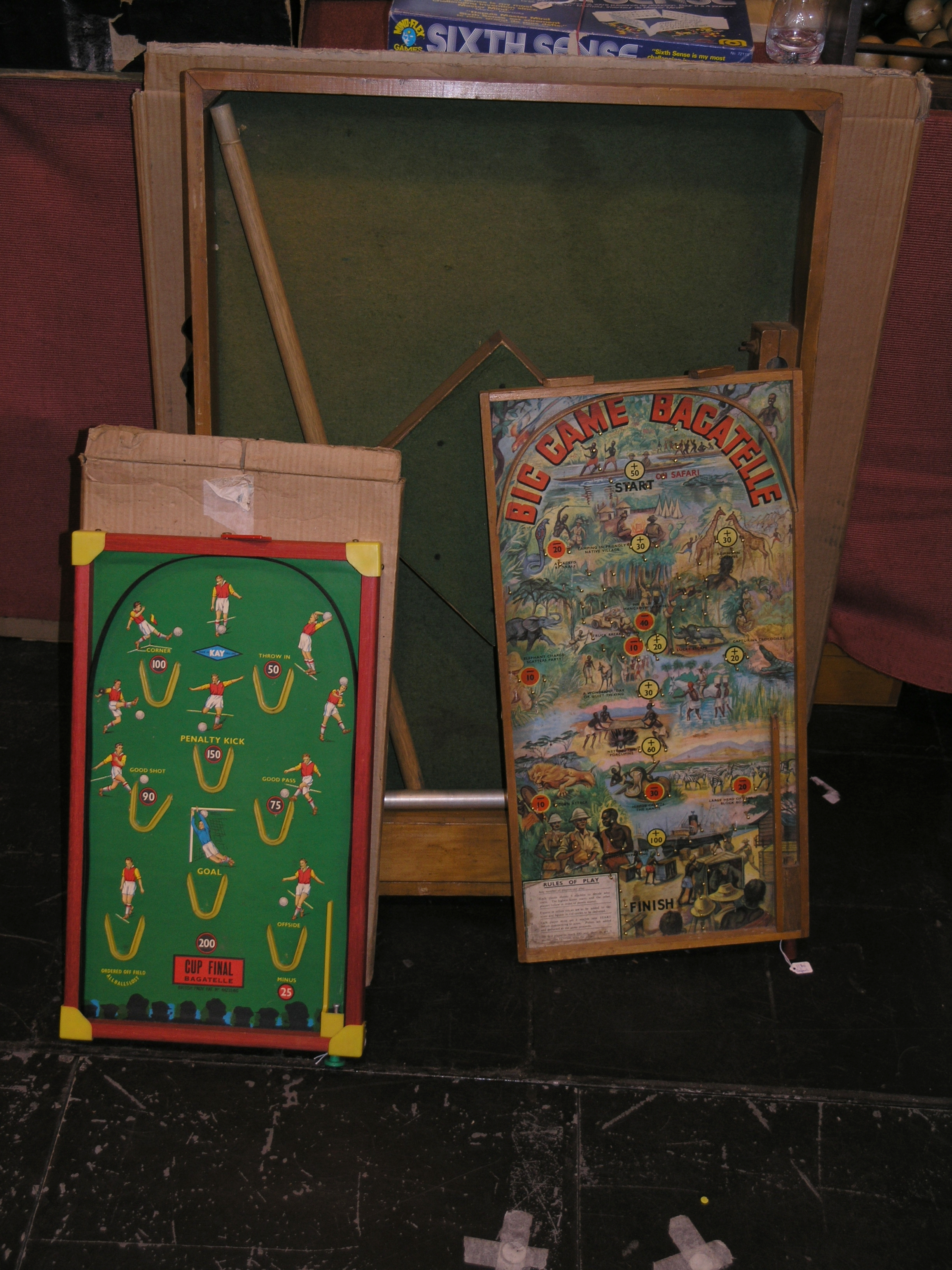
En variant av fortunaspel.

Fortunaspel är ett sällskapsspel som kan liknas vid en enklare variant av flipperspel. Det består av en lutad spelbräda med grön filt och poängfält av spikar, och spelas med kö av trä och 10 metallkulor. Spelet var populärt på svenska fritidshem. Det började tillverkas redan på 1830-talet.
Spelregler: Den spelare som är på tur stöter samtliga 10 kulor, en åt gången. Kön får inte föras utanför rännan. En kula som rullar tillbaka i rännan får stötas en gång till. Man summerar poängsiffran för de kulor som ger poäng och spelar i allmänhet till 500. En kula som blir liggande mot ett av stiften utan att ge poäng får inte röras förrän nästa spelare skall ta vid. Det är alltså förbjudet att röra kulorna utanför rännan eller att rubba spelet.